# Bulb rahidian

Embriogeneza sistemului nervos: Bulbul rahidian (Medulla oblongata) se dezvoltă din mielencefal care se dezvolă din rombencefal.

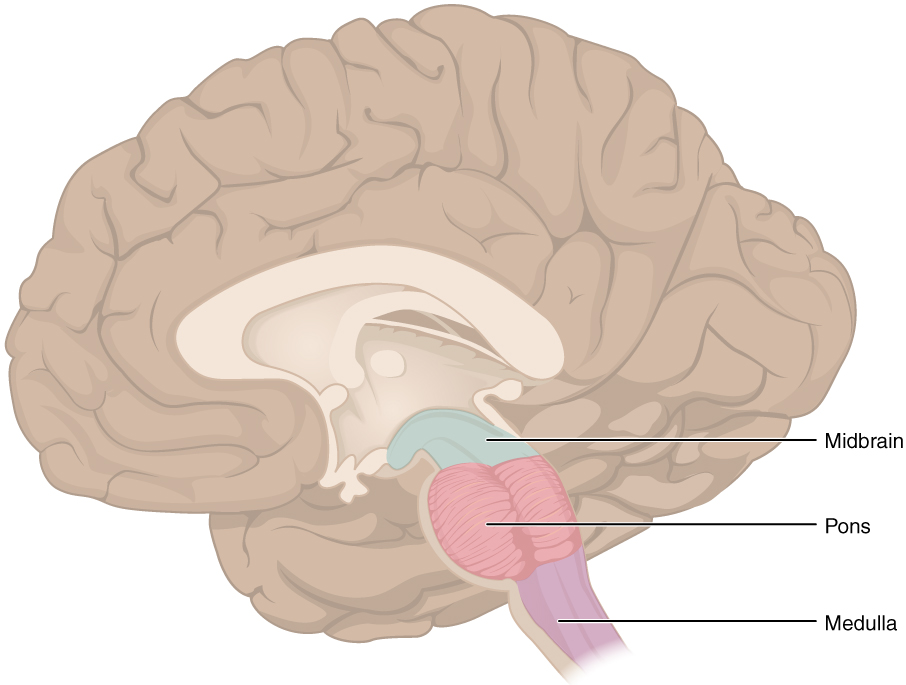
Bulbul rahidian în mov

Bulbul rahidian (latină Medulla oblongata) este porțiunea trunchiului cerebral care face legătură dintre puntea lui Varolio și măduva spinării.
Bulbul rahidian este sediul centrilor nervoși responsabili de realizare funcțiilor vitale (centri respiratori, centri cardiovasculari) funcțiilor digestive (centrul salivației, masticator, deglutiției) și reflexelor de protecție (centrul strănutului, tusei, vomei).
Lezarea bulbului rahidian provoacă moartea organismului.